# Tjerk Hiddes de Vries
Tjerk (of Tsjerk) Hiddes de Vries (Sexbierum, 6 augustus 1622 — Vlissingen, 6 augustus 1666) was een Fries admiraal en zeeheld uit de zeventiende eeuw. 
Hij werd als Tjerk Hiddes ("Hiddeszoon") in eenvoudige omstandigheden, als tweede zoon van het molenaarechtpaar Hidde Sjoerds en Swab Tjeirckdochter, geboren op 6 augustus 1622 te Sexbierum en noemde zich pas later de Vries. Zijn oomzegger, Hidde Sjoerds de Vries, maakte tevens carrière bij de Admiraliteit van Friesland. In 1648 trouwde hij met een Harlinger meisje: Nannetje Atses. Samen gingen ze in Harlingen wonen. Hij begon zijn carrière in de koopvaart en werkte zich in 1654 op tot schipper. Tijdens de Noordse Oorlog in 1658 tegen de Zweden voer hij in dienst bij de Friese Admiraliteit mee in de vloot van admiraal Jacob van Wassenaer Obdam als kapitein van een troepentransportschip: de Judith. Hij onderscheidde zich door het nemen van drie vijandelijke schepen en werd uit erkentelijkheid tot buitengewoon kapitein bij de Friese Admiraliteit benoemd; in de praktijk bleef hij meestal varen als koopvaarder. 
In de Tweede Engels-Nederlandse Oorlog, werd hij op 27 maart 1665 tot gewoon kapitein benoemd. Hij overleefde als kapitein van de d' Elff Steden de Slag bij Lowestoft toen hij zijn schip wist los te kappen uit een groep van drie andere brandende schepen die met hun tuigage verward waren geraakt. Hij onttrok zich zo aan de blaam die vele andere commandanten trof en op 29 juni van dat jaar werd hij benoemd tot luitenant-admiraal van Friesland als opvolger van de gesneuvelde Auke Stellingwerf. Hoewel sterk Oranjegezind zette die provincie zich volledig in voor de oorlogsinspanning en Hiddes kreeg het toezicht over het trainen en tot verdere gereedheid brengen van de vele nieuwe oorlogsschepen die zijn admiraliteit liet bouwen. 
In de Vierdaagse Zeeslag was zijn vlaggenschip de Groot Frisia. Hij was tweede in bevel in het eskader van Cornelis Evertsen de Oude. Toen die op de eerste dag sneuvelde, nam Hiddes met succes het commando over en onderscheidde zich vooral in de afsluitende overwinning op de vierde dag.
In de Tweedaagse Zeeslag had hij het onderbevel, onder Johan Evertsen, van de voorhoede, die door de onverwachte aanval van prins Rupert op de eerste dag (4 augustus 1666) uiteengeslagen werd. Hiddes raakte die dag dodelijk gewond toen zijn been werd verbrijzeld en hem een arm werd afgeschoten. Hij verhinderde de vlucht van zijn schip door de bemanning te smeken het hem niet aan te doen op de vlucht te moeten sterven. Het stuurloos geschoten vaartuig dreef echter af naar het westen en vormde voor de op 5 augustus eindelijk weer naar het oosten varende Cornelis Tromp een eerste pijnlijke aanwijzing dat hij zich niet zo ver van de rest van de vloot had moeten verwijderen. Op Hiddes' verjaardag bracht een adviesjacht hem voor Tromps eskader uit naar Vlissingen waar hij diezelfde dag nog stierf in het huis van de equipagemeester Abraham Bisschop, net 44 jaar oud. 
Het graf van Tjerk Hiddes is in de Grote Kerk; het praalgraf is verloren gegaan. Hij werd postuum, vier dagen na zijn dood, vader van Tjerk Hiddes de Jongere. Diens moeder, Nannetje Barendsdochter, overleed aan de gevolgen van de bevalling. De Admiraliteit van Friesland zorgde ervoor dat de zoon van Tjerk Hiddes ook als Tjerk gedoopt werd, kende de wees een jaargeld toe gelijk aan een kapiteinswedde en benoemde het joch in de eerst openvallende kapiteinspositie. Tjerk Hiddes jr. zou later ook werkelijk de functie van kapitein uitoefenen. Tjerk Hiddes de Vries werd pas op 16 maart 1667 als luitenant-admiraal opgevolgd door baron Hans Willem van Aylva.

## Trivia

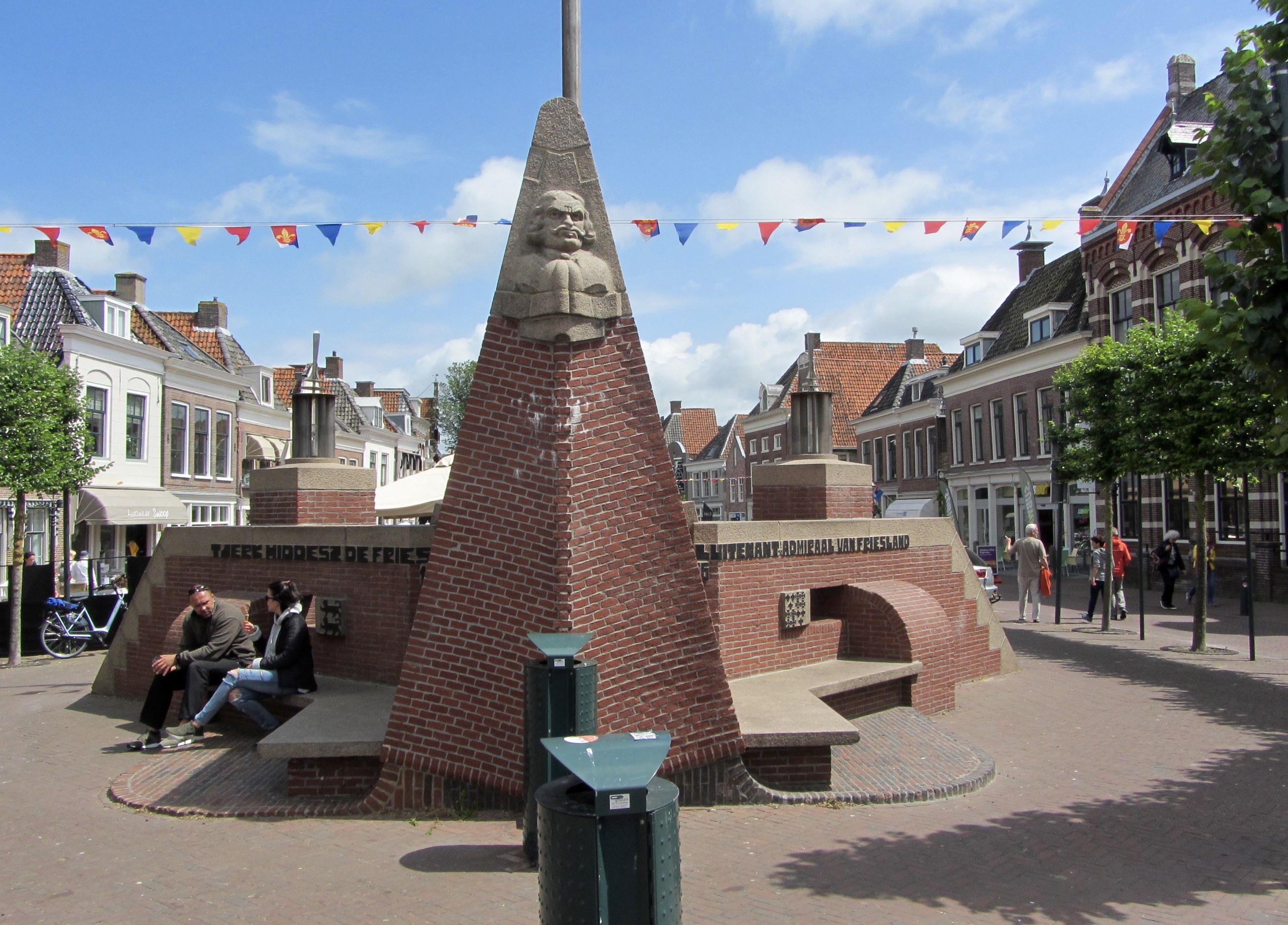
Monument van Tjerk Hiddes te Harlingen

- De Fransen kenden Tjerk Hiddes onder de verbasterde naam Kiërkides.
- Michiel de Ruyter had een portret van de gesneuvelde Hiddes in zijn voorkamer hangen.
- In de jeugdboekenserie De Discus van de schrijver R. Feenstra is de hoofdpersoon professor Tjerk Hiddes een fictieve nazaat van Tjerk Hiddes de Vries.
- De Tsjerk Hiddessluizen zijn naar hem genoemd.
- In Harlingen staat op de Grote Bredeplaats een monument ter nagedachtenis aan Tjerk Hiddes.
- De Nederlandse krijgsmacht heeft verschillende marineschepen naar hem vernoemd, waaronder een torpedobootjager en een fregat.
- De Nederlandse schrijver en journalist Minne van der Staal schreef in 1932 een boek over Hiddes met de titel Tierk Hiddes de Friesche zeeheld.